# Odprto prvenstvo Francije 1978
Odprto prvenstvo Francije 1978 je teniški turnir za Grand Slam, ki je med 29. majem in 11. junijem 1978 potekal v Parizu.

## Moški posamično
Björn Borg :  Guillermo Vilas, 6-1, 6-1, 6-3

## Ženske posamično
Virginia Ruzici :  Mima Jaušovec, 6–2, 6–2

## Moške dvojice
Gene Mayer /  Hank Pfister :  José Higueras /  Manuel Orantes, 6–3, 6–2, 6–2

## Ženske dvojice
Mima Jaušovec /  Virginia Ruzici :  Lesley Turner Bowrey /  Gail Sherriff Lovera, 5–7, 6–4, 8–6

## Mešane dvojice
Renáta Tomanová /  Pavel Složil :  Virginia Ruzici /  Patrice Dominguez, 7–6, pred.